# Pintor de Bryn Mawr
El Pintor de Bryn Mawr es el nombre dado a un griego ático pintor de vasos de cerámica de figuras rojas activo en la época arcaica tardía (c. 500 - 480 a. C.)

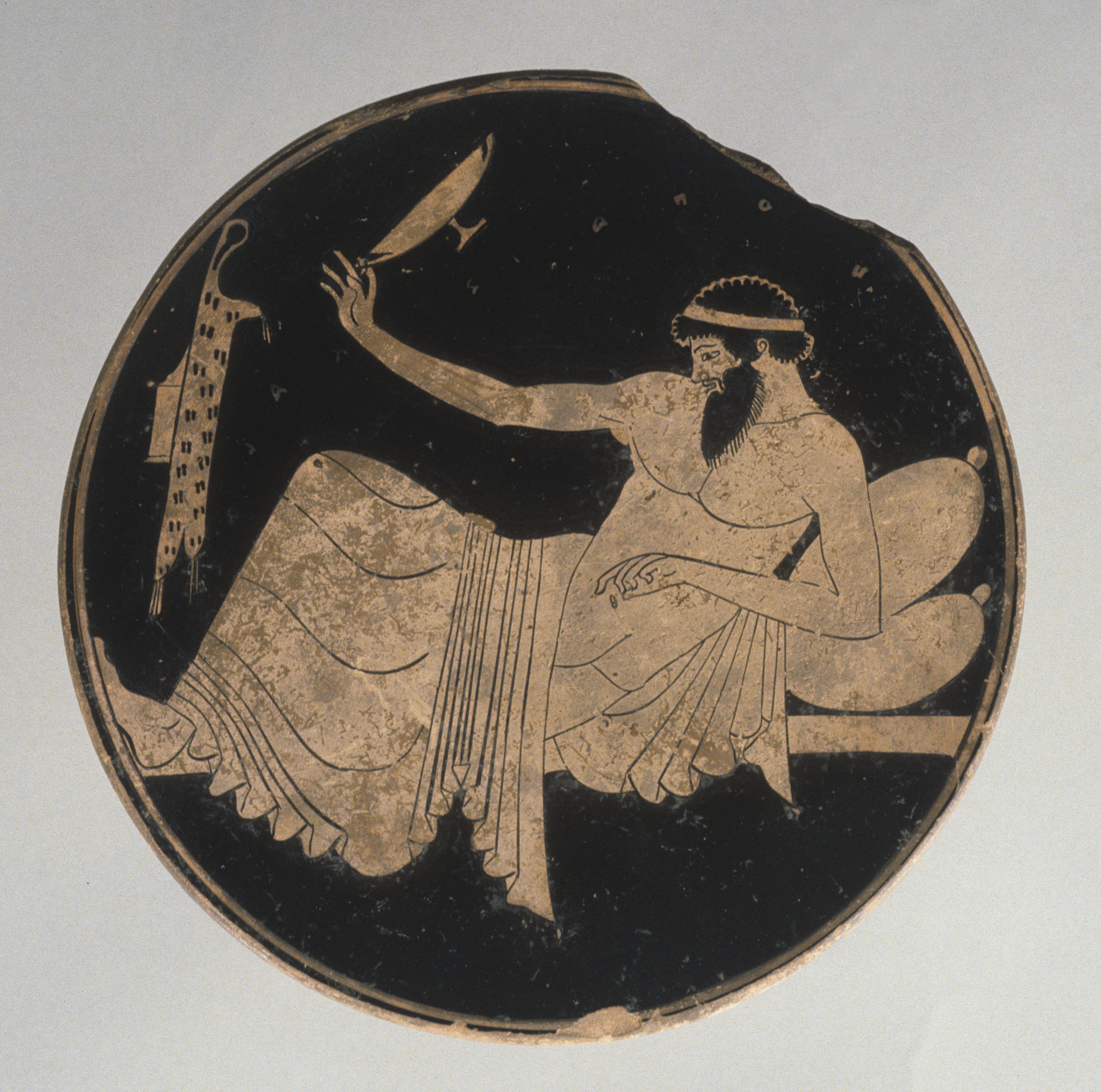
Kílix de figuras rojas del pintor de Bryn Mawr en la que un barbudo juega al cótabo.

## Nombre del artefacto
El Pintor Bryn Mawr fue bautizado por Sir John Beazley por una placa de las Bryn Mawr College Art and Artifact Collections (el vaso epónimo del Pintor de Bryn Mawr).
Interior:  Una figura masculina recostada, de cintura para abajo, se apoya en un almohadón doblado. Con el dedo índice de su mano derecha extendida, sujeta un kílix por el asa. De su mano izquierda cuelga una corona de flores, tan desgastada que resulta casi invisible. En la pared, a sus pies, cuelga un estuche manchado de flauta de piel de animal. El personaje participa en un simposio griego (fiesta de la bebida) y aparece tocando la flauta. Se muestra jugando al popular juego del cótabo, en el que los concursantes intentaban acertar a diversos tipos de objetivos con los posos de vino arrojados desde el fondo de un kílix. Sobre la cabeza y la rodilla aparece una inscripción kalós en la que se lee "HO PAIS KALOS" ("el chico es hermoso"). 
Exterior:  Reservado excepto por el esmalte negro en el anillo de la base y en una amplia banda circular en el centro del plato.